# Rijksmaarschalk

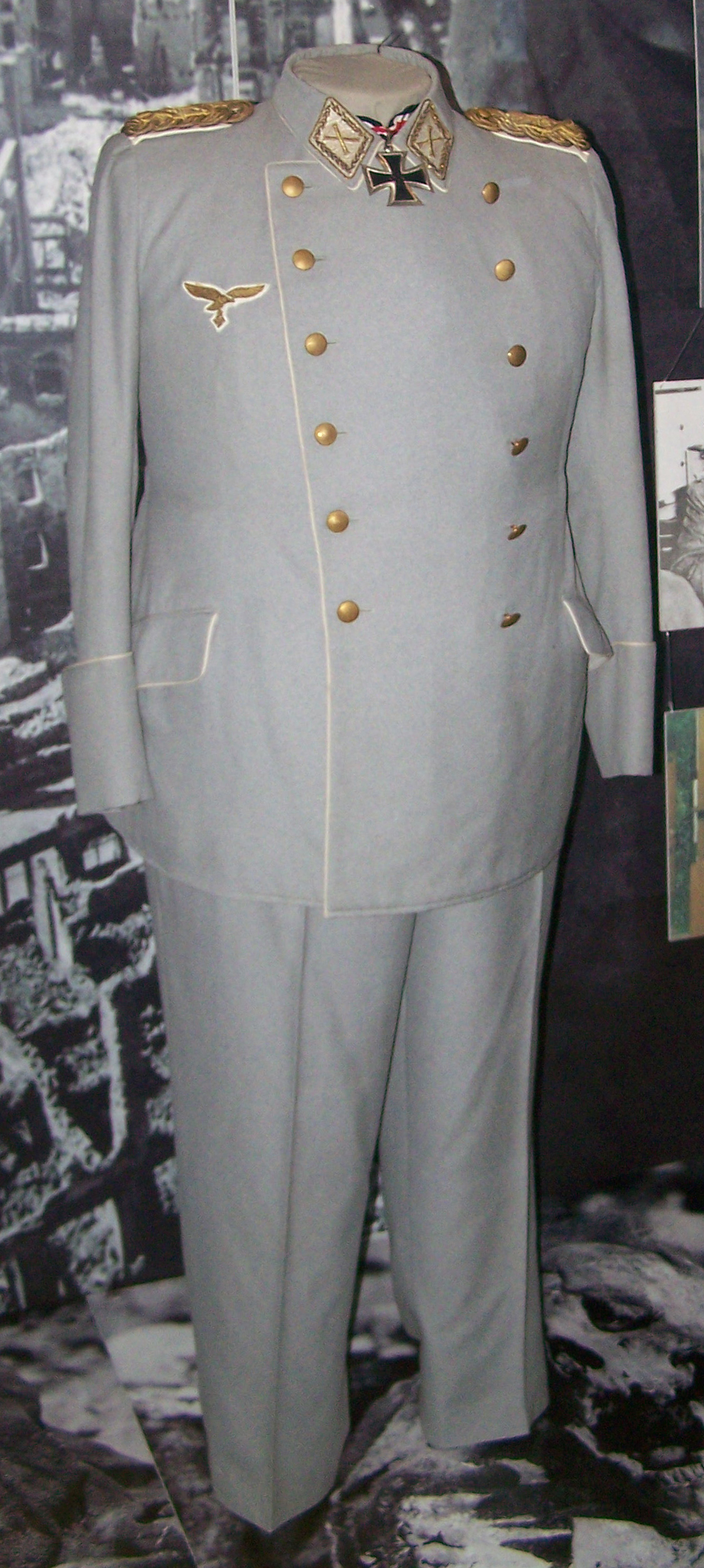
Uniform van Reichsmarschall Hermann Göring

De titel van rijksmaarschalk (Duits: Reichsmarschall, Deens: Rigsmarsk) is in sommige landen de hoogste militaire rang. Adolf Hitler creëerde deze titel in 1940 speciaal voor de nazi en maarschalk Hermann Göring.
De titel kwam ook in het Heilige Roomse Rijk van de Duitse Natie voor. Daar was de functie erfelijk en in het bezit van het geslacht Von Pappenheim.

Standaard van de  Reichsmarschall  van 1940 tot 1941 (linkerkant)
Standaard van de  Reichsmarschall  van 1940 tot 1941 (rechterkant)
Standaard van de  Reichsmarschall  van 1941 tot 1945 (linkerkant)
Standaard van de  Reichsmarschall  van 1941 tot 1945 (rechterkant)